# Cybergoth
El cybergoth es una tendencia procedente de la subcultura gótica con influencia de la cultura carnaval, principalmente del carnaval de Venecia. Los primeros indicios tuvieron lugar en Londres, más específicamente en las fiestas «rave» en los años 1980. La cultura cybergoth surge por un grupo de adeptos al cyberpunk, con tendencia gótica, influencia steampunk y gusto por el carnaval. Del carnaval adquieren las vestimentas extravagantes, el uso de colores y máscaras, vestimenta (principalmente en mujeres) inspirada en la indumentaria victoriana, como en el Carnaval de Venecia, y el baile con movimientos abruptos que se realiza de forma individual o grupal, pero no en parejas.

## Concepto ideológico
El cybergoth no abandona del todo sus raíces ideológicas de la subcultura gótica. El gótico no es depresivo ni mucho menos, sino que se basa principalmente en la desesperación y, a la vez, en la lucha, de cómo un individuo oprimido lucha en contra de algo o de alguien, no para imponerse, sino más bien para obtener algo mejor, para llevar un mejor nivel de vida y, en sí, para superarse. Por lo tanto, el cybergoth comparte su disconformidad para con la sociedad, viendo todo desde una perspectiva ecologista, y su obvia disconformidad con la contaminación (motivo de su vestimenta postapocalíptica o de protección biológica).

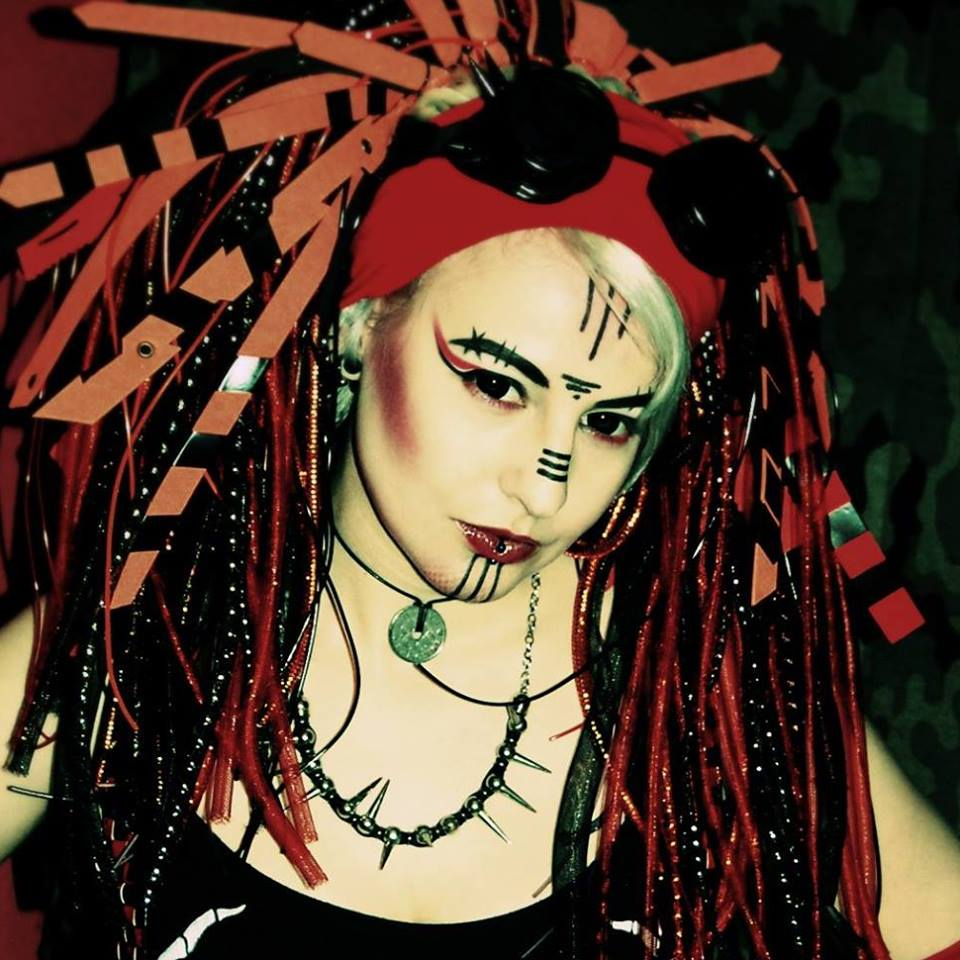
Emmaretta cybergoth de Dinamarca. Red Outfit

## Vestimenta
Fue inspirada por los «rave’s», pero con tintes más oscuros, ya que el cybergoth pertenecía a un movimiento totalmente distinto. Pero gracias a la música electrónica ocurrió esta mezcla que combina colores con el negro. Parte de su vestimenta son las máscaras de gas, barbijos, goggles, lentes futuristas, lentes de sky, lentes de contacto, dreadlocks, entre otras que son características del cybergoth. También combinan colores vivos con su color de base negro; sus atuendos pueden ser rojo-negro, naranja-negro, azul-negro, verde-negro, plateado-negro, y hasta una combinación de todos ellos. El maquillaje, además de usar todos los colores antes mencionados, tiene un estilo que lo caracteriza: sombreado de ojos y líneas simulando un chip de computadora.  

## Música
El cybergoth tiene una inclinación en sus gustos musicales hacia la música electrónica, pero con tintes oscuros. Ellos escuchan EBM, Synth pop, Electro Industrial, Aggrotech, Future Pop (distinto a los «raves», que escuchan Trance, Techno, Dubstep, Tech Trance, harsh). 
Grupos musicales de ejemplo:
| - [X]-Rx - Vault-113 - SITD - Komor Kommando - Agonoize - Vault-113 - Nachtmahr - Extize | - Combichrist - Studio-X - ¡ncubite - Cethron - Einsenfunk - Hocico - And One | - VNV Nation - Nitro Noise - Just Deux - Front 242 - Nitzer Ebb - Psyclon Nine |

## Intereses
El cybergoth tiene un fuerte gusto marcado por el avance de la tecnología, conocimientos en electrónica y programación, ufología, códigos binarios, etc., aunque no es lo mismo que el cyberpunk. Este último no comparte estilo de vida, ni vestimenta, ni música con el movimiento cybergoth. Ambos movimientos se sienten ofendidos cuando se los engloba a ambos en uno mismo.

## Dance
El rivethead influyó en gran medida al cybergoth para el tipo de baile, al igual que (aunque en menor medida) el rave. El industrial puro de throbbing gristle, por ejemplo, era un movimiento similar a los stompers (en cuanto a baile nos referimos), pero estos últimos, si bien comparten el mismo género de música que los cybergoths, no bailan de la misma manera, ya que usan un estilo de baile más rígido, duro y militarizado. Los cybergoths, sin embargo, tienen un estilo más suelto, combinando movimiento de brazos, piernas y caderas.

## Conceptos erróneos
El cybergoth no debe confundirse con cyberdark o el cyberpunk: El Ciberdark es una editorial de España relacionada con la literatura de ciencia ficción, futurista y/o fantasía.  El cyberpunk, por otra parte, se trata de un género de ciencia ficción cuyas historias ocurren en un ambiente futurista donde predomina el avance de la tecnología, robots, androides, informática, etcétera, entre otras características. Aunque personas con gustos relacionados con esta tendencia ha adoptado este término como propio, estrictamente hablando no hay una relación básica con la subcultura cybergoth. Ambos movimientos se niegan a ser englobados como la misma subcultura.   
El cybergoth no surgió del rave, sino que lo único que tomó del rave fue solo en parte su indumentaria. Entiéndase: tubos flúor, neón, colores, etc.
El industrial dance no entra en la misma categoría de subcultura, ya que no es una cultura under ni mucho menos, sino solamente un estilo de baile impuesto por los llamados rivethead y adoptado por los integrantes de la cultura cybergoth. 
Por otra parte, no se debe englobar a todos los estilos musicales bajo la etiqueta «industrial». La forma de generalizar a todos estos estilos en uno solo es algo totalmente erróneo y fuera de todo conocimiento. El industrial solo surgió a fines de los 70 con sonidos crudos y luego se fue combinando y «evolucionando». Hoy en día podemos encontrar EBM, future pop, electro industrial, aggrotech, synth pop.
Existe la creencia de que la ideología del cybergoth se basa en el baile, lo cual es falso. El cybergoth no se basa en ningún momento en esta «ideología». Esto sería algo superficial, y el cybergoth deriva directamente del gótico; por lo tanto, comparte totalmente su forma de ver las cosas, su estilo de vida, y su rechazo para con la sociedad que intenta formar “estereotipos” de vida mecanizando a las personas. Tanto el cybergoth como el gótico tratan de superarse, de mejorar como persona, tanto en conocimientos como en su personalidad. Si bien los integrantes de estos movimientos tienen trabajos, estudian, y se integran en la vida social, se sienten completamente cómodos junto con sus pares y utilizando sus vestimentas. De manera adicional, el cybergoth tiene un fuerte rechazo hacia los distintos métodos que utiliza la sociedad para generar sus productos, en una postura que desaprueba la contaminación del medioambiente, motivo por el cual sus integrantes usan signos biológicos en su vestimenta y máscaras de gas como forma de protesta y manifestación de su ideología.